# Phyllanthus salicifolius
Phyllanthus salicifolius är en emblikaväxtart som beskrevs av Henri Ernest Baillon. Phyllanthus salicifolius ingår i släktet Phyllanthus och familjen emblikaväxter. Inga underarter finns listade i Catalogue of Life.